# Seaspiracy
Pour plus de détails, voir Fiche technique et Distribution.
Seaspiracy: La pêche en question (Seaspiracy) est un film documentaire sur l'impact environnemental de la pêche, réalisé par Ali Tabrizi, un réalisateur britannique. Le film est sorti en mars 2021 sur Netflix, et a fait l'objet de controverses. Il a été produit par la même équipe qui a produit le documentaire Cowspiracy consacré à l'impact environnemental de l'élevage intensif.

## Synopsis
Le film décrit l'impact de l'homme sur la vie marine, en particulier les débris plastique, les filets dérivants et la surpêche dans l'ensemble des océans.
Il prétend que la pêche industrielle est le principal responsable de la destruction de l'écosystème marin. Seaspiracy rejette le concept de pêche soutenable et critique plusieurs organisations de préservation dont l'Earth Island Institute et son label « dolphin safe », ainsi que les certifications du Marine Stewardship Council. Il critique aussi les efforts faits par les organisations pour réduire l'impact des filets de pêche. Il accuse ces initiatives de vouloir masquer le réel impact de la pêche industrielle, et dénonce la corruption dans le milieu de l'industrie de la pêche.
Pour préserver l'océan et son écosystème, le film suggère de renoncer à la consommation de poissons et fruits de mer et de passer à une alimentation d'origine végétale, d'étendre la surface des zones interdites à la pêche industrielle (à 30 % d'ici à 2030) ainsi que de mettre fin aux subsides à l'industrie de la pêche.

## Fiche technique
- Titre : Seaspiracy: La pêche en question
- Réalisation : Ali Tabrizi[9]
- Photographie : Ali Tabrizi, Lucy Tabrizi
- Producteur : Kip Andersen
- Musique : Benjamin Sturley
- Genre : documentaire
- Durée : 89 minutes
- Date de sortie : 24 mars 2021 sur Netflix[10].

## Critiques
Pour Clara Ulrich, directrice scientifique adjointe de l'Institut français de recherche pour l'exploitation de la mer (Ifremer), interviewée dans Télérama, le film apporte des « réponses simplistes à des questions complexes ». 
Libération s'interroge sur la fiabilité du documentaire.